# イヴォンヌ・デポルト

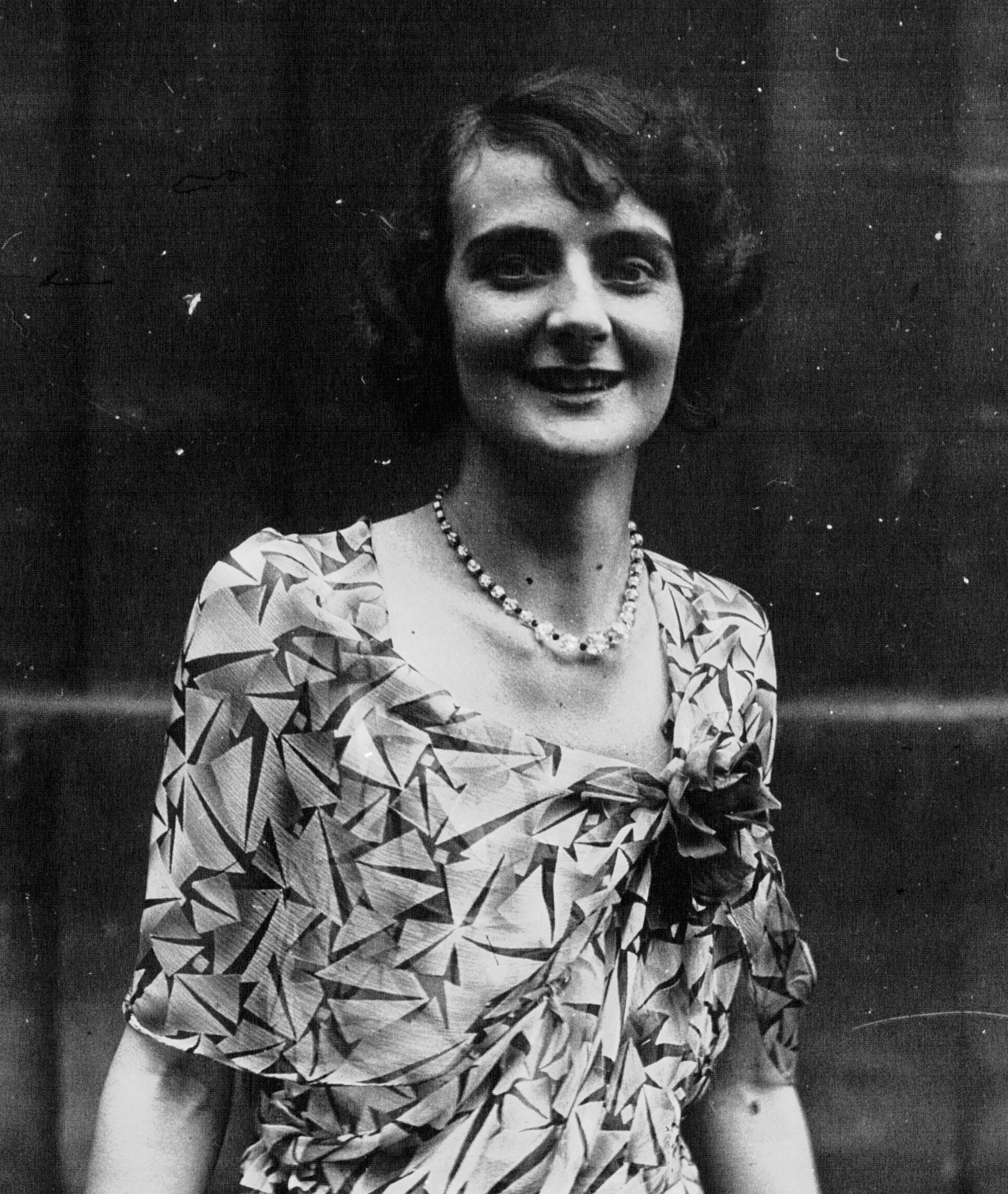
1930年のイヴォンヌ・デポルト

イヴォンヌ・デポルト（Yvonne Berthe Mélitta Desportes, 1907年7月18日 - 1993年12月29日）は、フランスの作曲家、作家、音楽教育者。ドイツのコーブルクで作曲家のエミール・デポルトと画家のベルタ・フロリエップの間に生まれる。ポール・デュカスに師事し、1932年にローマ最優秀音楽賞を受賞。パリ音楽院で教鞭をとり、多くの音楽教科書を執筆。500以上の作品を作曲。

## 略歴
ピアノをイヴォンヌ・ルフェビュールとアルフレッド・コルトーに師事。1918年にパリ・コンセルヴァトワールでソルフェージュの準備クラスを受講。エコールノルマル音楽院で3年間学んだ後、1925年から1932年までパリ国立高等音楽院で学ぶ。1927年、デポルトは和声で一等賞を受賞。1928年にはフーガで一等賞を受賞。

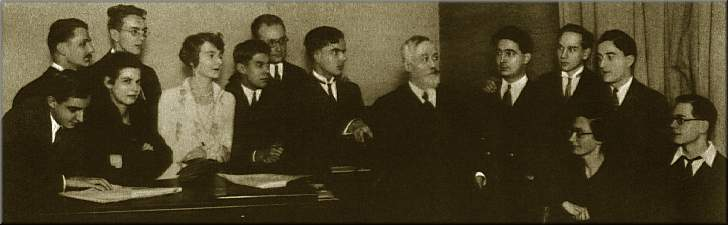
デュカスの授業

## ローマ賞
1929年にはローマ賞の2次予選に進めなかった。1930年、準大賞を受賞。
Le Ménestrel に掲載されたデポルトのカンタータ”Actéon”に対するポール・ベルトランの批評では、彼女の和声的発想と女性らしさについて、「全体として、和声的に構想されており、対位法的ではなく、最初からホ調性でしっかりと確立されており、その中で彼女は心地よい太鼓のような和音を用いている。それはすべて繊細で女性的であり、3連音符とリズムへの顕著な偏愛によって証明され、心地よい自発性と感動的な新鮮さを呼び起こす」と述べられている。
1931年、デポルトは第一次二等賞を受賞した。ポール・ベルトランはその年鑑の中で、「彼女のカンタータは、おそらくすべてのカンタータの中で最も均質であり、進行とコントラストの鋭い感覚によって最も巧みであった。しかし、そのカンタータには、幅と真のセンスの両方が欠けていた」評している。2人の女性が同じ年にこれらの賞を獲得したことは、これまでなかった。
1932年、デポルトは第一次大賞を受賞。ポール・ベルトランは、「デポルト嬢は、真の感受性と演劇的表現に対する貴重な才能を持っている。彼女は、明らかに演劇的な性格を持つテクストの解釈において、自分自身を楽に発見した。音楽の本質的な質を過度に犠牲にすることなく、彼女はそれをドラマに従属させ、特にロマンスにシンプルかつ感動的な色彩を与え、酒宴の歌を絵画的な幻想に包み込んだ」と述べた。
彼女のカンタータは、その統一された循環構造も高く評価された。ローラ・アン・ハマーは、デポルテの勝利と彼女の人生における葛藤について論じている。
フランス学士院は「1931年にデポルトに第一次大賞を授与したことは、フランス政府が女性を家庭内に疎外し、公的な生活から排除しようと積極的に努めていた時代に、そこからの別離と音楽家として成功しようとする決意が、戦間期フランスにおける通常の社会通念を大きく逸脱するものであった若い母親に最高賞を授与することを許すほど、女性がアカデミー・デ・ボザールに十分に受け入れられていたことを示唆している」としている。

## 教職歴
ヴィラ・メディシスでユリス・ジェミニャーニと出会い、結婚式を挙げる。1932年、コンセルヴァトワールの和声講師の職を終える。帰国後、1937年から1938年までソルフェージュを教えること以外は同じ職に就く。1943年の初めにはソルフェージュの終身教授となり、1959年には対位法とフーガの教授となった。
デポルトは332の器楽作品、159の声楽作品と31の音楽教科書を書いた。 これらの作品には3つの交響曲、レクイエム、8つのオペラが含まれる。彼女の作曲スタイルは、バロック時代の影響を受けつつも、ロシア5人組の豊かな管弦楽法と、ラヴェルや初期のストラヴィンスキーの和声法に傾いていた。

## 主な作品
デポルトは、オペラ、交響曲、バレエ、協奏曲、室内楽、声楽曲、器楽曲など500以上の作品を作曲した。
- La Foire aux Croûtes, 12 miniatures for percussion and piano (The Flea Market)
- Passionette: pour chant et piano
- La Danse De Xylonette
- Sonate Pour Un Bapteme
- Suite Italienne
- 20 petites pièces en forme d'études pour xylophone
- Sicilienne et Allegro, for horn and piano (1932)
- Trifaldin, ballet (1935)
- Le Rossignol et l'Orvet, opéra (1936)
- Les 7 Péchés capitaux, ballet (1938)
- French Suite for four Bb clarinets (1939)
- Maître Cornelius, opéra (1940) d'après Balzac
- La farce du carabinier, opéra (1943)
- Ballade Normande, for horn and piano (1943)
- Variations symphoniques (1946)
- Improvisation, for horn and piano (1953)
- Concerto pour percussion n°1 (1957)
- Symphonie n°1 Saint-Gingolph (1958)
- Concerto pour percussion n°2 (1960)
- Voyage au-delà d'un miroir, pour 3 percussions (1963)
- Symphonie n°2  Monorythmie (1964)
- Vision cosmique, pour 3 percussions avec bronté(1964)
- Le Forgeur de merveilles, opéra (1965) d'après O'Brien
- Symphonie n°3 L'Éternel féminin (1969)
- Au-delà de la prière pour bronté et orchestre à cordes (1970)
- Sextuor La maison abandonnée
- Octuor pour quatuor vocal et quatuor à cordes
- Quatuor
- Quintette
- Ambiances pour soprano et 2 percussions
- 7 Poèmes abstraits pour chœur mixte et percussion
- 8 Pièces vocales pour soli, chœur et orchestre
- Les amis de toujours pour chœur mixte
- Des chansons dans la coulisse pour trombone et piano
- L'horloge jazzante pour saxophone et guitare

## 著書
- Guide Pratique Pour L'etude De La Fugue D'ecole[3] Aug. ZURFLUH出版社 1989年[注釈 1]